# 南郷本線料金所

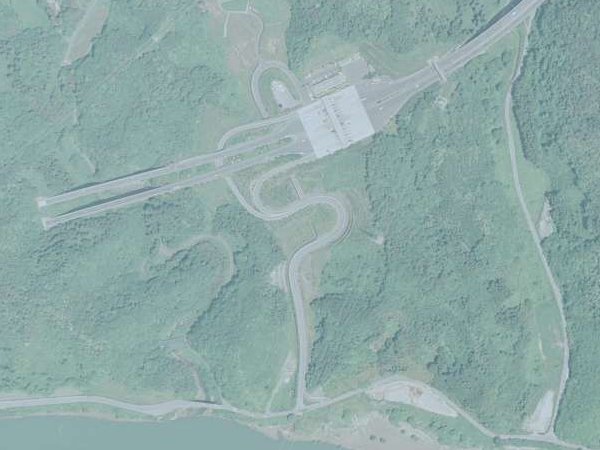
南郷本線料金所があった当時の南郷インターチェンジ。。

南郷本線料金所（なんごうほんせんりょうきんしょ）は、かつて滋賀県大津市の京滋バイパスにあった本線料金所である。
京滋バイパスが巨椋ICから久御山JCTまで開通し、それに伴い料金システムを他の日本道路公団（現・NEXCOグループ）管理高速道路の料金システム（入口で通行券を発券し出口で精算する方式）に統一したため廃止となった。

## 料金所
一列に並ぶ本線料金所ブースの両端に南郷ICの入口・出口料金所ブースを設けた一体形の料金所である。

### 名古屋・栗東方面
本線料金所と南郷ICの入口料金所が一体化した構造。左側の2レーンが南郷ICの流入路に直結していた。

### 大阪・宇治方面
本線料金所と南郷ICの出口料金所が一体化した構造。左側の2レーンが南郷ICの流出路に直結していた。

## 歴史
- 1988年8月29日：瀬田東IC・JCT - 巨椋IC間開通に伴い利用開始
- 2003年3月30日：巨椋IC - 久御山JCT間開通に伴い廃止

## 隣
E88 京滋バイパス
(1)石山IC - (2)南郷IC - 南郷TB - （(3)笠取IC）- (4)宇治東IC